# Онжири
Онжири (фр. Angirey) насеље је и општина у источној Француској у региону Франш-Конте, у департману Горња Саона која припада префектури Везул.
По подацима из 2011. године у општини је живело 131 становника, а густина насељености је износила 14,77 становника/km². Општина се простире на површини од 8,87 km². Налази се на средњој надморској висини од 232 метара (максималној 260 m, а минималној 198 m).

## Демографија
| 1962. | 1968. | 1975. | 1982. | 1990. | 1999. | 2011. |
| ----- | ----- | ----- | ----- | ----- | ----- | ----- |
| 116   | 146   | 132   | 139   | 132   | 134   | 131   |

График промене броја становника у току последњих година